# Harry Jeffra
Harry Jeffra, de son vrai nom Ignacius Pasquale Guiffi, est un boxeur américain né le 30 novembre 1914 à Baltimore, Maryland, et mort en septembre 1988.

## Carrière sportive
Passé professionnel en 1933, il devient champion du monde des poids coqs en 1937 après sa victoire contre Sixto Escobar. Battu l'année suivante lors du combat revanche, il s'empare ensuite du titre de champion du monde des poids plumes NYSAC (New York State Athletic Commission) le 20 mai 1940 en battant aux points Joey Archibald. Jeffra conserve son titre face à Spider Armstrong mais perd le combat revanche contre Archibald le 12 mai 1941. Il met un terme à sa carrière en 1950 sur un bilan de 94 victoires, 20 défaites et 7 matchs nuls.